# Wola Przatowska
Wola Przatowska – część wsi Piaski w Polsce położona w województwie łódzkim, w powiecie zduńskowolskim, w gminie Szadek.
W latach 1975–1998 miejscowość należała administracyjnie do województwa sieradzkiego. 
Miejscowość położona jest na Wysoczyźnie Łaskiej.
Wieś istniała już w XVI w. i liczyła wtedy 13 zagrodników na 7 łanach. Wieś i folwark dawały dziesięcinę na stół arcyb., a kolędę plebanowi w Szadku. W 1888 r. było tu 15 zagród i 68 mieszkańców, a na folwarku 2 zagrody i 12 mieszkańców. Zachował się opis założenia dworskiego z 1791 r. (Terr. Sirad. 102 b, s. 787-790, 1791). 
W obrębie wsi znajduje się cmentarz żołnierski z I wojny św., na którym pochowano 17 wymienionych z nazwiska i 21 n.n. żołnierzy niemieckich oraz 3 żołnierzy rosyjskich. Występują po obu stronach polskie nazwiska.
Ostatnio istniejący tu dwór zbudowano w 1 poł. XIX w. Był zwrócony elewacją frontową na wsch., prowadziły do niego dwie aleje. Przestrzeń między nimi wypełniona była parkiem i ogrodem, który był także na tyłach dworu. Dalej był warzywnik i staw. Dwór był niewielki, parterowy, pokryty gontem, z jednym kominem, nie posiadał ganku. Ostatnim właścicielem przed wojną był Konstanty Cybulski. W czasie wojny zarządzał majątkiem Niemiec - Oberman. Po wojnie majątek rozparcelowano, lecz dwór wrócił do dawnego właściciela, następnie przejęły go córki: Wanda Gałęzowska i Jolanta Sieradzka. Po sprzedaży dworu osobie prywatnej zaczął się proces jego niszczenia. Obecnie we wsi jest tylko 10 gospodarstw.
Z założenia dworskiego pozostał tylko spichlerz i wozownia. Z parku ocalało kilka drzew: jesion, brzozy, świerki.